# 庆都
庆都（?—?），中国上古人物，陈丰氏，《世本》作陈酆氏，皇甫谧作陈锋氏，尧的母亲。
根据《史记·五帝本纪》记载，庆都是帝喾高辛氏的第三妃（正妃是姜嫄，次妃是简狄，四妃是常宜）。
传说她是生尧之前，怀孕十四个月。
帝喾去世后，常宜所生的长子帝挚继位，因其不善，九年后让位给弟弟放勋。
放勋就是尧。